# Falga farina
Falga farina är en fjärilsart som beskrevs av Evans 1955. Falga farina ingår i släktet Falga och familjen tjockhuvuden. Inga underarter finns listade i Catalogue of Life.